# Frente de Leningrado
El Frente de Leningrado (en ruso: Ленинградский фронт) fue una formación importante del Ejército Rojo durante la Segunda Guerra Mundial. Se formó como una conveniencia de un intento temprano de detener el avance del Grupo de Ejércitos Norte de la Wehrmacht en su avance ofensivo hacia Leningrado. Inicialmente, el frente operaba al sur de Leningrado, con su flanco norte en el lago de Ládoga.

## Historial de combate
El frente se formó el 23 de agosto de 1941 sobre la base de la directiva del Cuartel General del Mando Supremo del 23 de agosto de 1941 al dividir el Frente Norte en los frentes de Carelia y Leningrado. El Frente de Leningrado, al mando de Markián Popov se formó con los ejércitos 8.º, 23.º y 48.º y lo que quedaba del Grupo Operativo Luga, más la Flota del Báltico, y el Frente de Carelia, al mando del teniente general Valerián Frolov, con los ejércitos 7.º, 4.º y con la Flota del Norte.
El Frente de Leningrado recibió inmediatamente la tarea de contener el avance alemán hacia Leningrado y defender la ciudad del Grupo de Ejércitos Norte alemán que se acercaba. En septiembre de 1941, las fuerzas alemanas del sur fueron efectivamente detenidas en las afueras de Leningrado, iniciando el asedio de Leningrado que duraría dos años y medio. Aunque las fuerzas finlandesas del norte se detuvieron en la antigua frontera entre Finlandia y la Unión Soviética, el frente de Leningrado sufrió graves pérdidas en el frente finlandés. A partir del 8 de septiembre, los soldados del frente se vieron obligados a realizar operaciones en condiciones de bloqueo, con muy pocos suministros y equipos. Sin embargo, algunos suministros llegaron a la ciudad a través de la superficie helada del lago de Ládoga a través del Camino de la Vida.
Durante el bloqueo, el frente ejecutó diversas operaciones ofensivas y defensivas, hasta que finalmente, con la ayuda del Frente Báltico y  Vóljov, se levantó el bloqueo. Desde junio de 1942, Leonid Góvorov había sido el comandante del frente, y en junio de 1944 se le concedió el título de Mariscal de la Unión Soviética. En enero de 1943, las fuerzas del frente de Leningrado hicieron sus primeros avances en los años en que tomaron la ciudad de Shlisselburg de las fuerzas alemanas, restableciendo así las comunicaciones entre Leningrado y el resto del país. A mediados y finales de enero de 1944, el frente de Leningrado, junto con el Frente del Vóljov, el Primer Frente Báltico y el Segundo Frente Báltico, hicieron retroceder al Grupo de Ejércitos Norte y rompieron el bloqueo de 28 meses. Varios días después, estas fuerzas liberarían por completo todo el óblast de Leningrado y el óblast de Kalinin. Seis meses después, el Frente de Leningrado liberó la ciudad de Narva.
El 21 de abril de 1944, partes del frente de Leningrado se utilizaron para crear el Tercer Frente Báltico. En junio de 1944, el frente de Leningrado, junto con la flota del Báltico, habían llevado a cabo con éxito la Ofensiva de Víborg-Petrozavodsk. Como resultado de lo cual, Finlandia se vío obligada a solicitar la paz a la Unión Soviética. De septiembre a noviembre de 1944, el frente participó en la Ofensiva del Báltico, avanzó en dirección Narva-Tartu y luego hacia Tallin. Tras la captura de Estonia continental, elementos del frente, junto con la flota del Báltico, participaron en la Operación Moonsund que supuso la liberación del archipiélago Moonsund. Estas fueron las últimas operaciones ofensivas del frente.
Las fuerzas del Frente de Leningrado se estacionaron entonces en la frontera soviético-finlandesa y a lo largo de la costa del Báltico desde Leningrado hasta Riga. Posteriormente, el Frente de Leningrado se reforzó con elementos del Segundo Frente Báltico, recientemente disuelto. Estas fuerzas estaban estacionadas principalmente cerca de la bolsa de Curlandia con la tarea de contener al Grupo de Ejércitos Curlandia, que continuaría resistiendo hasta el final de la guerra en Europa.
El 24 de junio de 1945, el Frente de Leningrado se reorganizó en el Distrito Militar de Leningrado. En los apenas cuatro años de existencia de este frente, sufrió 467 525 bajas entre muertos, prisioneros o desaparecidos y 1 287 373 heridos o enfermos, para un total aproximado de 1  755 898 bajas en total. Dos terceras partes de dichas bajas tuvieron lugar durante el sitio de Leningrado.

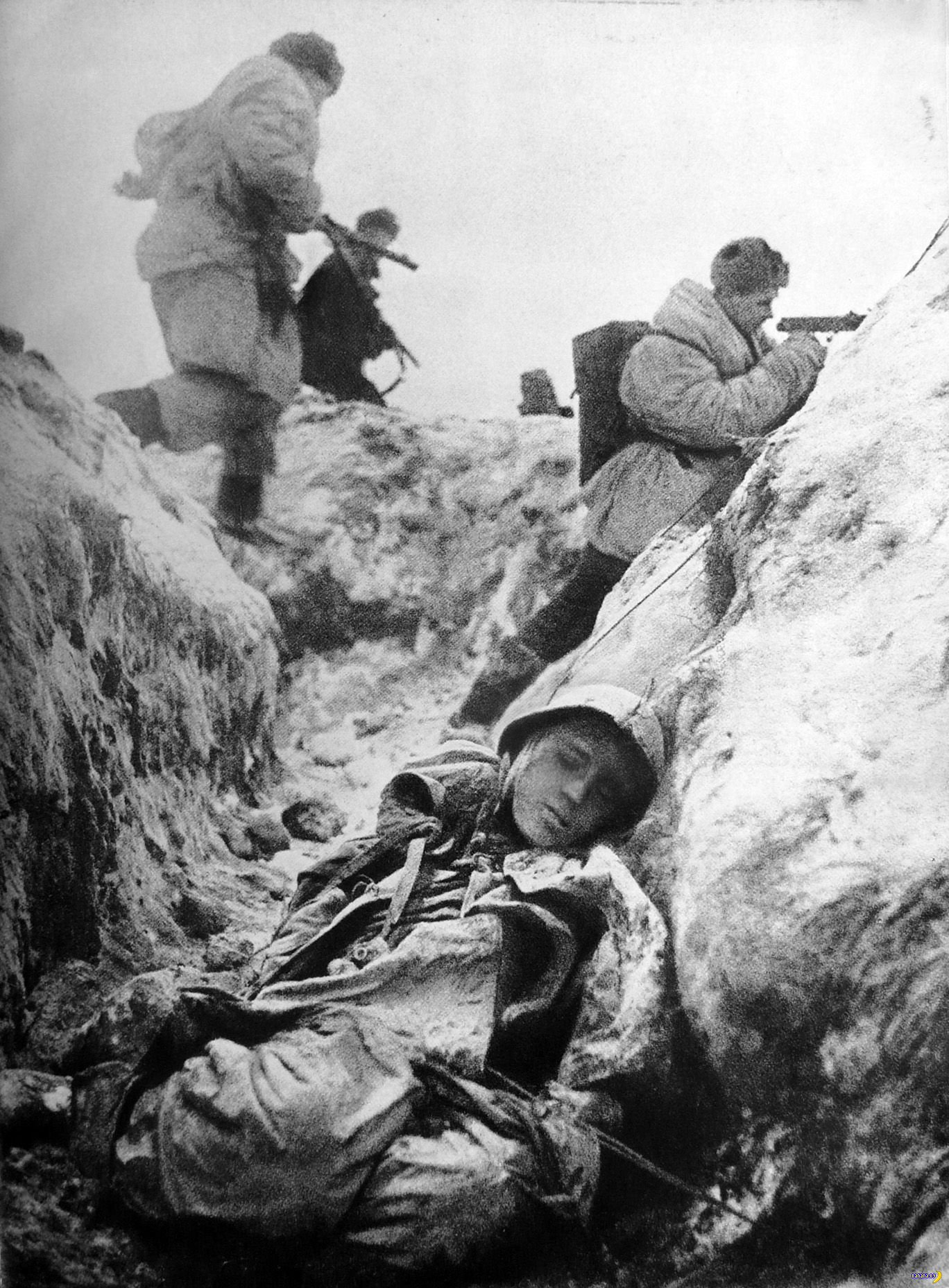
Tropas del Frente de Leningrado en combate en 1943

## Composición
El 14 de enero de 1944, durante la ofensiva de Leningrado-Novgorod, el Frente de Leningrado se encontraba bajo el mando del general del ejército Leonid Góvorov, e incluía las siguientes unidadesː
- 2.º Ejército de Choque - comandante: teniente general Iván Fediúninski.
- 42.° Ejército - comandante: coronel general Iván Máslennikov, del 14 al 24 de marzo teniente general Vladímir Romanovski[6] desde finales de marzo - teniente general Vladímir Svirídov.[7]
- 67.° Ejército - comandante: teniente general Vladímir Svirídov, desde finales de marzo, teniente general Vladímir Romanovski.
- 13.º Ejército Aéreo - comandante: teniente general de aviación Stepan Ribalchenko.[8]

## Mandos
Comandantesː
- Teniente general Markián Popov (agosto-septiembre de 1941);
- Mariscal de la Unión Soviética Kliment Voroshilov (septiembre de 1941);
- General de ejército: Gueorgui Zhúkov (septiembre-octubre de 1941);[9]
- Mayor general Iván Fediúninski (octubre de 1941);
- Teniente general Mijaíl Jozin (octubre de 1941 - junio de 1942);
- Coronel general, a partir de junio de 1944 mariscal de la Unión Soviética, Leonid Góvorov (junio de 1942 - julio de 1945).

Miembros del Consejo Militar:
- Comisario de cuerpo Nikolái Kleméntiev (agosto-septiembre de 1941);[10]
- Teniente general, desde junio de 1944, coronel general Andréi Zhdánov (septiembre de 1941 - julio de 1945).[11]

Jefe de Estado Mayor:
- Coronel Nikolái Gorodetsky (agosto-septiembre de 1941);[12]
- Teniente general Mijaíl Jozin (11 de septiembre a octubre de 1941);[13]
- Mayor general, desde mayo de 1942, teniente general Dimitri Gúsev (octubre de 1941 - abril de 1944);[14]
- Coronel general Markián Popov (abril de 1944 - julio de 1945)